# Heuzert
Heuzert település Németországban, Rajna-vidék-Pfalz tartományban. Lakosainak száma 120 fő (2023. december 31.).

## Népesség
A település népességének változása:
| Lakosok száma | 135  | 122  | 121  | 114  | 119  | 120  |
|               | 1975 | 2017 | 2019 | 2021 | 2022 | 2023 |